# Arboreto Bickelhaupt
El Arboreto Bickelhaupt (en inglés: Bickelhaupt Arboretum) es un arboreto y jardín botánico de 5.67 hectáreas (14 acres) de extensión, que se encuentra en Clinton, Iowa.
El código de identificación del Bickelhaupt Arboretum como miembro del "Botanic Gardens Conservation International" (BGCI), así como las siglas de su herbario es BICKA.

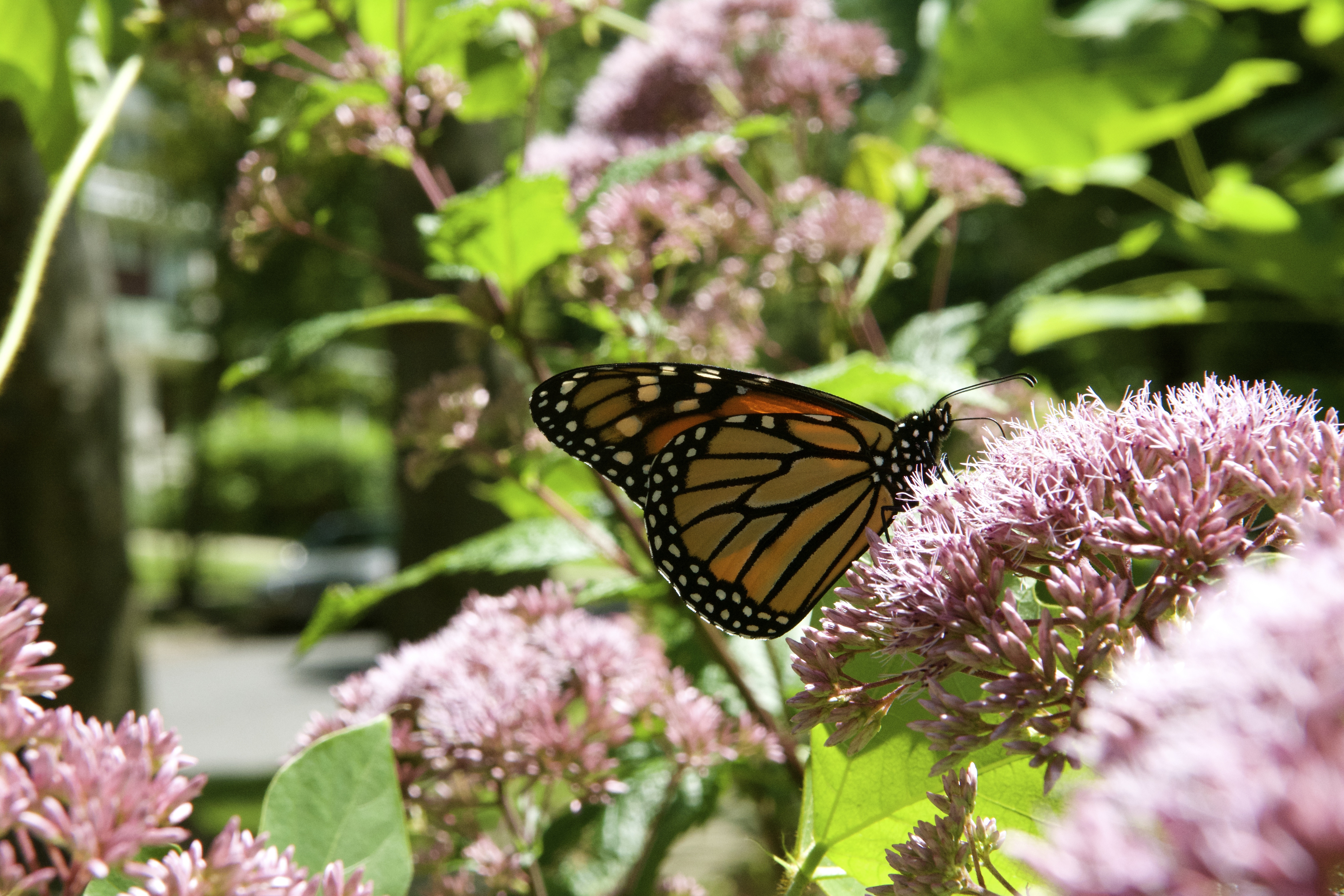
La mariposa monarca (Danaus plexippus alimentándose sobre "Joe Pye Weed", Eutrochium maculatum.

## Localización
Bickelhaupt Arboretum, 340 South 14th Street Clinton, Clinton county, Iowa IA 552732-5432 United States of America-Estados Unidos de América.
Planos y vistas satelitales.41°50′26.88″N 90°13′9.84″O / 41.8408000, -90.2194000
- Promedio anual de lluvias: 5700 mm
- Altitud: 216.00 m s. n. m.

El parque está abierto sin tarifa de entrada todos los días del año desde el alba hasta el ocaso.

## Historia
El arboreto fue creado por Bob y Frances Bickelhaupt alrededor de su casa y se lo donaron al público en 1970.

## Colecciones
Entre sus distintas secciones son de destacar:
- Butterfly garden (Jardín de las mariposas ) El Jardín de las Mariposas se encuentra cerca de la pradera de hierba alta, el antiguo emplazamiento del jardín de hierbas de las praderas. El objetivo es incorporar las plantas que atraen mariposas que se encuentran comúnmente en el medio oeste, tal como la mariposa monarca. Las mariposas necesitan plantas que sirven de alimento para las orugas, así como las plantas que proveen néctar para las mariposas maduras. Algunas de las plantas que se incluyen en el jardín son los arbustos que sirven de base de alimentación de la mariposa monarca (Danaus plexippus), tal como Asclepias tuberosa, Asclepias purpurascens, Eutrochium maculatum, Malva, Flox, Echinacea, cinias y Aster entre otros. El Bickelhaupt Arboretum es ahora una estación oficial de tránsito para la Mariposa Monarca, designados por el Programa de Entomología de la Universidad de Kansas. El Arboretum, uno de los cuatro dichos sitios en Iowa y el único jardín público llamado así en el estado, que se ha comprometido en la conservación de la mariposa monarca, ayudando a asegurar la continuación de la migración de la monarca.
- Country garden (Jardín del país),
- Daylily (Hemerocallis) collection (Colección de lirios de un día), incluye a 54 variedades ganadoras de medallas,
- Mercy Hospice Herb Garden (Jardín de hierbas de "Mercy Hospice" con más de 60 especímenes de hierbas),
- Peony collection (Colección de peonías),
- Collection of garden conifers (Colección de coníferas de jardín) contiene más de  600 accesiones procedentes de 14 géneros resistentes en la USDA Hardiness Zones de 4a a 6a, cada una etiquetada con los nombres botánicos y comunes. Estos incluyen también a más de 100 parásitos de los denominados Escoba de bruja, de las cuales 3 son de origen natural.
- Flowering Trees Garden' (Jardín de árboles de flor) el arboreto Bickelhaupt agrupa los árboles plantados por géneros. Incluye Aceres, Betula, Carya, Fagus, Fraxinus, Gleditsia, Magnolia, Malus ornamentales, Quercus, Tilia, Ulmus, Alnus), Carya illinoinensis, Celtis occidentalis, Cornus, Ginkgo biloba, Gleditsia triacanthos var. inermis, Gymnocladus dioicus, Nyssa, Quercus bicolor, Salix, y Taxodium
- National Hosta Display Garden (Exhibición nacional de Hostas) con más de 200 cultivares,
- Ornamental shrubs collection (Colección de arbustos ornamentales), incluyendo  Buxus, Hydrangea, Syringa, y Viburnum.
- Rose garden, (Rosaleda)
- Collection of perennials (Colección de plantas perennes),
- Prairie grasses (Hierbas de la pradera),
- Rock garden (Rocalla),
- Wildflower garden (Flores silvestres)